# دايزي لانغ
ديسيسلافا كيروفا (بالبلغارية: Десислава Кирова)‏ (ولدت في 4 أبريل 1972 في صوفيا, بلغاريا), المعروفة باسم دايزي لانغ, ملاكمة محترفة بلغارية. كانت بطلة اتحاد الملاكمة العالمي (GBU) في وزن فوق الديك عن عام 2003، وبطلة العالم في الاتحاد النسائي الدولي للملاكمة (WIBF) في وزن فوق الذبابة من عام 1999 إلى عام 2003، وهي البطلة الحالية في GBU في وزن الديك.

## السيرة الذاتية

### الملاكمة
قبل أن تمتهن الملاكمة، كانت لانغ بطلة العالم في الكاراتيه عام 1995 وبطلة أوروبا في الكيك بوكسينغ عام 1994 وبطل العالم فيها عام 1995. احترفت الملاكمة مهنيا في فبراير 1996.
فازت دايزي لانغ في في أول ثلاث لقاءات في مسيرتها عام 1996، اثنان منهم بالضربة القاضية. بدأت الدراسة في جامعة التربية الرياضية الألمانية في كولونيا، حيث تخصصت في العلاج الطبيعي.
في 29 نوفمبر عام 1997 خسرت ضد ميشيل آبورو في ست جولات، التي بقيت دون هزيمة مع 6 انتصارات، وكانت قد فازت في جميع اللقاءات السابقة بالضربة القاضية. بعد فوزها في لقاء آخر في فبراير 1998، فازت دايزي لانغ بلقب WIBF ألأوروبي الشاغرالأوروبي لوزن الديك ضد كريستينا مورفيا هورفاي في عشر جولات.
بعد فوزها في آخر لقاؤ بالضربة القاضية في الجولة الثانية، حافظت على لقب WIBF الأوروبي لوزن الديك عنوان في 27 مارس 1999 ضد اناستازيا توكتاولوفا لتفوز في عشر جولات. في 17 يوليو 1999 فازت كبطلة العالم ضد جيزيلا باب في اللقب الشاغرWIBF لوزن فوق الذبابة.
من عام 1999 إلى عام 2002، دافعت دايزي لانغ بنجاح عن اللقب ضد سونيا بيريرا وكاثي ويليامز وأوانا يورما وبريندا بيرنسايد وناديا ديبرا وميشيل ساتكليف وريكا كريمف. في 14 سبتمبر 2002 فازت ضد ليزا فوستر علي بطولة GBU لوزن الديك في عشر جولات.
تعادلت ضد سيلكي فايكنمايزر في 18 يناير 2003 على لقب GBU لوزن فوق الديك، لكنعا فازت في مباراة العودة يوم 10 مايو مع قرار الأغلبية في عشر جولات. في 15 نوفمبر 2003، خسرت ضد غالينا ايفانوفا في عشر جولات لقب بطولة WIBF لوزن فوق الذبابة.
بعد فوز آخر في 8 جولات في 29 مايو 2004، خسرت ضد ريجينا هاليميخ على لقب الاتحاد الدولي للملاكمة النسائية (IWBF) الشاغر لوزن فوق الذبابة في عشر جولات خلال بقرار بالإجماع. في أكتوبر 2004، فازت في لقاء آخر بالضربة القاضية في الجولات الأولى.
يحتوي سجل دايزي لانغ في الملاكمة على 19 انتصارا وتعادل واحد و3 خسارات، و7 انتصارات بالضربة القاضية.

### التمثيل
شكل نجاحها في الرياضة لها شهرة باستضافتها في العديد من البرامج التلفزيونية في مختلف البلدان كما كتبت عنها مقالات في العديد من المجلات الألمانية والعالمية. بعد عقد من النجاح في عالم الرياضة في أوروبا، انتقلت دايزي إلى لوس أنجليس لتركز على مهنة التمثيل. في عام 2007 أصبحت عضوا في نقابة الممثلين (SAG-AFTRA) وعملت في تمثيل الأفلام والإعلانات التجارية، معظمها في أدوار الحركة.

## الحياة الشخصية
كانت دايزي لانغ كذلك معالجة طبيعية، استخدمت خبرتها كرياضية عالمية ومعرفتها في المجال الطبي إلى تشجيع استخدام الملاكمة كوسيلة للإبقاء على الصحة الجسدية والالعقلية. منذ عام 2008 تظهر باستمرار كمتحدثة ضيفة في نادي الروتاري.
تقيم حاليا في لوس أنجلوس في الولايات المتحدة الأمريكية.

## وصلات خارجية
- دايزي لانغ على موقع IMDb (الإنجليزية)
- دايزي لانغ على موقع ألو سيني (الفرنسية)
- دايزي لانغ على موقع قاعدة بيانات الفيلم (الإنجليزية)
- دايزي لانغ على موقع كينوبويسك (الروسية)
- دايزي لانغ على موقع بوكس ريك (الإنجليزية) (registration required)

- سجل الملاكمة لـ دايزي لانغ من بوكس ريك
- "Fighting Tribute for Daisy Lang" على يوتيوب
- "Daisy Lang's Action Reel" على يوتيوب
- "World Boxing Champion Daisy Lang on German TV" على يوتيوب
- "Sport Studio-ZDF tv. Guest:Daisy Lang" على يوتيوب
- "ZDF Sport reportage about the World Boxing Champion Daisy Lang" على يوتيوب
- "SAT-1 TV.-Guest:Daisy Lang-"The Beauty and Beast" على يوتيوب
- "Commercial for the mini rolls" Royal Cake" Bulgaria" على يوتيوب